# Pietro Lando

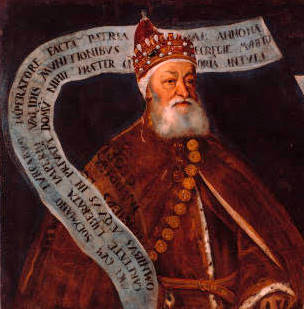
17e-eeuws schilderij van Doge Lando

Pietro Lando (Venetië circa 1462 - Venetië 9 november 1545) was de 78e doge van de Venetiaanse republiek. Hij regeerde van 1538 tot zijn dood in 1545. Hij maakte carrière in de Venetiaanse marine.

## Familie
Pietro Lando kwam uit een familie van Venetiaanse handelaars. Pietro was de enige uit zijn familie die doge van Venetië werd.

## Marine
Hij studeerde filosofie en recht en begon zijn carrière in de familiezaak. Vrij snel stapte hij over naar de Venetiaanse marine. Hij voerde meermaals bestuurlijke functies uit in steden die onder Venetiaans bewind stonden. Hij was bij periodes langdurig ziek. In 1513 kon hij niet meegaan met een diplomatieke missie naar Parijs noch nadien naar Rome. Telkens was hij te ziek om de reis te maken. In 1527 benoemde de Senaat van Venetië hem tot kapitein-generaal. Zijn missie was duidelijk: met een vloot de Franse koning Frans I ondersteunen in de Oorlog van de Liga van Cognac, een van de Italiaanse oorlogen die Frankrijk uitvocht tegen het Habsburgse Rijk. Pietro Lando voer uit met zijn vloot vanuit Korfoe naar Napels, waar hij de haven bezette, ten gunste van de Fransen. Aangezien de Franse generaals in Napels stierven door de pest, keerde hij onverrichter zake terug. In de jaren nadien is niet veel van hem bekend. Hij dook nadien op met ambtelijke functies in het paleis van de doges in Venetië. Zo werd hij in 1534 bestuurder van San Marco basiliek.

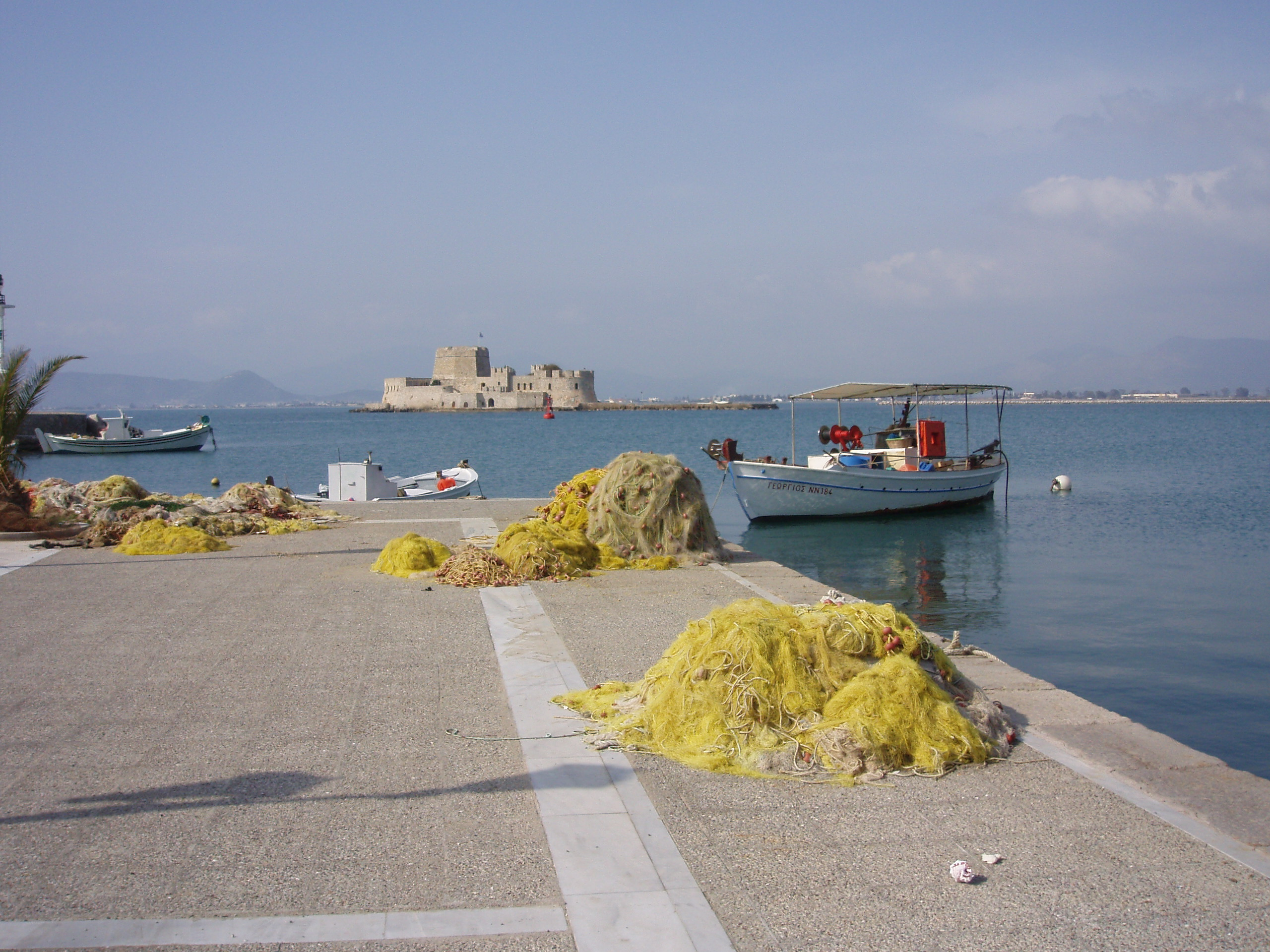
De Venetiaanse burcht Bourdzi in Nauplion ging over naar de Turken.

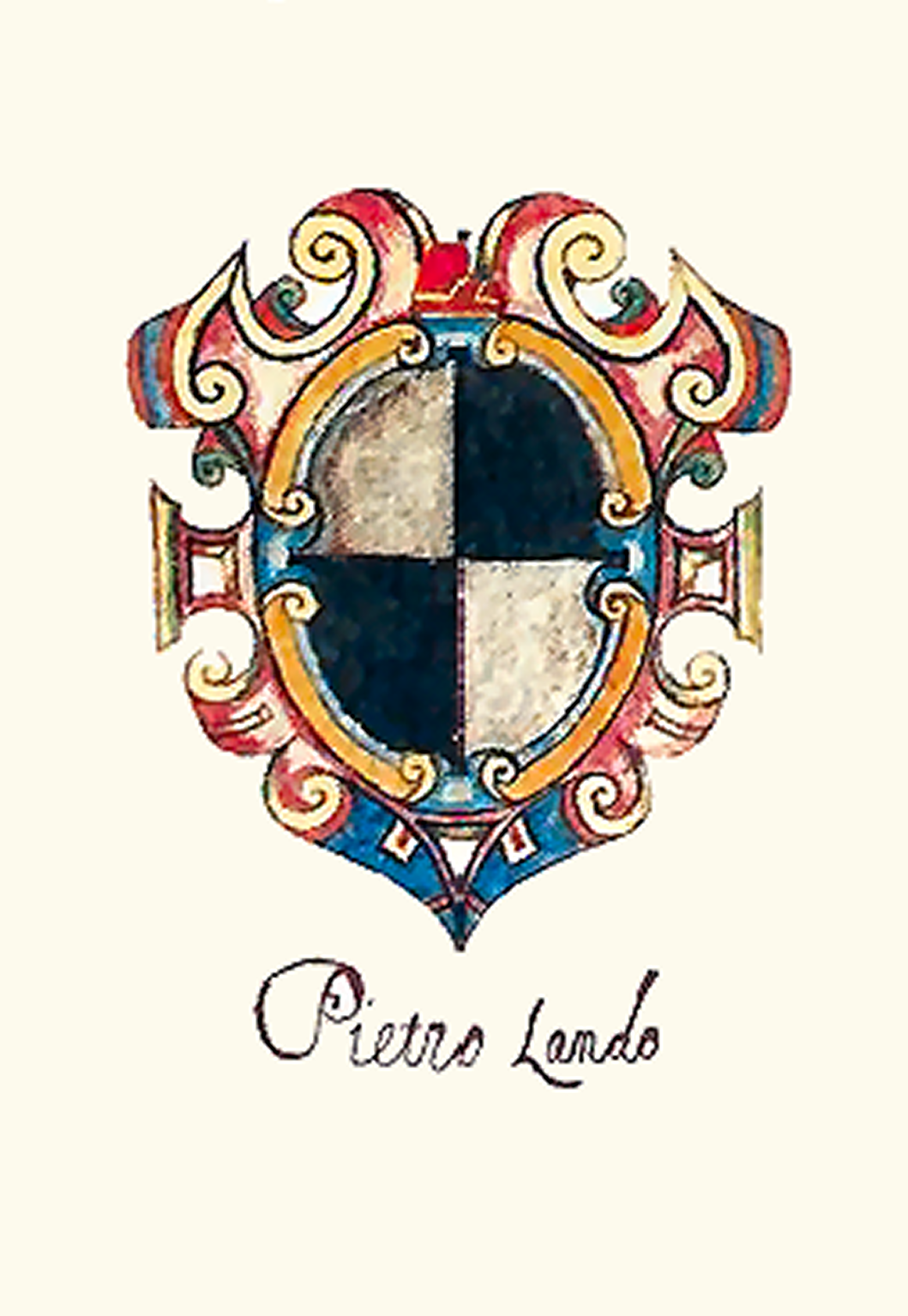

## Staatshoofd
Verkozen in 1538 tot doge van Venetië, moest Pietro Lando de oorlog tegen de Turkse vloot van zijn voorganger verder zetten. Hij kon niet anders dan in 1540 een vredesverdrag ondertekenen met sultan Süleyman de Grote. De verliezen voor Venetië waren aanzienlijk: 1° Territoriaal. Venetië verloor zijn kolonies op het Griekse vasteland en moest haar citadel van Bourdzi in het Griekse Nauplion overgeven. 2° Psychologisch. Het verlies van de eeuwenoude kolonies der Venetianen in de Peloponnesos werd als smadelijk ervaren. 3° Financieel. De Turken eisten een zware oorlogsschatting. Het terugwinnen van de havenstad Marano, in de baai van Venetië, omdat de troepen van keizer Karel V zich teruggetrokken hadden, was een kleine troostprijs.
Bestuurlijk herorganiseerde Pietro Lando een aantal zaken: het kiescollege in Venetië, de marineschool en de watervoorziening; hij richtte ook een geheime politie op, de zogenaamde Babau. Hiervoor had Pietro Landi zijn redenen: hij vermoedde verraad in eigen rangen bij het nadelige vredesverdrag van 1540 en hij had meer politietroepen nodig tijdens een volksopstand. Het volk kwam immers in opstand omwille van hongersnood in de stad.
De laatste maanden van zijn dood was hij opnieuw ziekelijk, zoals in zijn jonge jaren. Hij hield zich niet meer bezig met staatszaken. Hij stierf uiteindelijk in 1545. Hij werd begraven in de kerk van San Antonio di Castello in Venetië. Deze kerk is in de 19e eeuw afgebroken.